# Супербоул XXXVIII
Супербоул XXXVIII (англ. Super Bowl XXXVIII) — стал 38-м матчем Супербоул. Это решающая игра Национальной футбольной лиги в сезоне 2003 года. Матч прошёл 1 февраля на стадионе «Reliant Stadium» в городе Хьюстон (штат Техас, США).
В матче получили право играть лучшая команда Американской футбольной конференции — «Нью-Ингленд Пэтриотс» и Национальной футбольной конференции — «Каролина Пантерз».
Во второй раз победу в Супербоуле одержал «Нью-Ингленд», обыграв «Каролину» 32-29. Квотербек «Пэтриотс» Том Брэди был признан самым ценным игроком матча.
Самый запоминающийся момент дня состоялся в перерыве, когда певец Джастин Тимберлейк случайно обнажил грудь певицы Джанет Джексон. Этот момент получил в прессе популярное впоследствии название «неисправность костюма».

## Трансляция
В США игру транслировал CBS.

## Ход матча
ПЕРВАЯ ПОЛОВИНА
В первой четверти матча команды не наберут очки. За три минуты до конца второй четверти, Нью-Ингленд оформит тачдаун. За одну минуту до перерыва, Каролина сделает 39-ярдовый тачдаун. Нью-Ингленд сможет занести тачдаун за 18 секунд. Последним набором очков станет 50-ярдовый филд гол от «Пантерз». Таким образом счет к четырём финальным минутам второй четверти был 0:0, а к перерыву 14:10 в пользу «Пэтриотс».
ВТОРАЯ ПОЛОВИНА
В третьей четверти команды не наберут очки. В начале второй четверти, Нью-Ингленд сделает тачдаун. Затем Каролина ответит тачдауном, но двухочковая попытка не будет успешна. В середине четверти сделает 85-ярдовый тачдаун, но снова провалит не выполнит двухочковую попытку и счет станет 22:21 в пользу Каролины. За три минуты до конца матча, «Пэтриотс» сделает тачдаун и удачно выполнит двухочковый розыгрыш. За минуту до конца матча, тачдаун оформит «Пантерз», счет будет 29:29. «Пэтриотс» сможет забить филд гол и выиграть игру со счетом 32:29.
Супербоул XXXVIII: Нью-Ингленд Пэтриотс 32, Каролина Пантерз 29
|                | 1 | 2  | 3 | 4  | Финал |
| -------------- | - | -- | - | -- | ----- |
| Пантерз (НФК)  | 0 | 10 | 0 | 19 | 29    |
| Пэтриотс (АФК) | 0 | 14 | 0 | 18 | 32    |

на стадионе Reliant , Хьюстон, штат Техас
- Дата: 1 февраля 2004 года
- Погода в игре: 15 ° C (59℉), крыша закрыта

NE-Нью-Ингленд, CAR-Каролина, ЭП-Экстрапоинт
■ Первая четверть:
■ Вторая четверть:
- 3:05-NE-5-ярдовый тачдаун+ЭП, Нью-Ингленд повел 7:0
- 1:07-CAR-39-ярдовый тачдаун+ЭП, ничья 7:7
- 0:18-NE-5-ярдовый тачдаун+ЭП, Нью-Ингленд повел 14:7
- 0:00-CAR-50-ярдовый филд гол, Нью-Ингленд ведет 14:10

■ Третья четверть:
■ Четвёртая четверть:
- 14:49-NE-2-ярдовый тачдаун+ЭП, Нью-Ингленд ведет 21:10
- 12:39-CAR-33-ярдовый тачдаун(неудачная двухочковая попытка), Нью-Ингленд ведет 21:16
- 6:53-CAR-85-ярдовый тачдаун(неудачная двухочковая попытка), Каролина повела 22:21
- 2:51-NE-1-ярдовый тачдаун+двухочковая попытка, Нью-Ингленд повел 29:22
- 1:08-CAR-12-ярдовый тачдаун+ЭП, ничья 29:29
- 0:04-NE-41-ярдовый филд гол, Нью-Ингленд повел 32:29